# Lambula bivittata
Lambula bivittata är en fjärilsart som beskrevs av Rothschild 1912. Lambula bivittata ingår i släktet Lambula och familjen björnspinnare. Inga underarter finns listade i Catalogue of Life.